# Chinguis Tsyredashiyev
Chinguis Tsyredashiyev (en ruso: Чингиись Цыредашиев; 18 de abril de 1989) es un deportista ruso que compitió en tiro con arco, en la modalidad de arco recurvo. Ganó una medalla de plata en el Campeonato Europeo de Tiro con Arco en Sala de 2011, en la prueba de equipo.

## Palmarés internacional
| Campeonato Europeo en Sala | Campeonato Europeo en Sala | Campeonato Europeo en Sala | Campeonato Europeo en Sala |
| Año                        | Lugar                      | Medalla                    | Prueba                     |
| -------------------------- | -------------------------- | -------------------------- | -------------------------- |
| 2011                       | Cambrils (España)          | Medalla de plata           | Equipo                     |